# PCL-171车载榴弹炮
PCL-171是一种中国人民解放军陆军地面部队使用的122毫米车载自行榴弹炮。 装备名称中“PCL”是源自拼音的首字母缩写（具体为：炮车榴弹炮; 拼音: Pào Chē Liúdànpào）。 

## 装备时间
PCL-171在中国中央电视台 2020 年 12 月的一次演习报道中首次公开亮相。据报道，它于2020年下半年投入使用。
PCL-171是一个更灵活、更轻便的平台，以作为PCL-161车载榴弹炮的补充。PCL-161 基于更大的卡车底盘，也配备了 122 毫米榴弹炮。

## 战斗编组
每个PCL-171火炮连由6门PCL-171车载榴弹炮，若指挥车，侦察车以及弹药车等单位组成。   在火炮连中，指挥车，侦察车基于东风猛士CTL181A 4×4轻型装甲车改装而来，目前至少有两种型号在役。而弹药车则与PCL-171车载榴弹炮一样使用CTL181A 6×6底盘。指挥车上装有通信设备，而侦察车则装有光电侦察设备，火炮侦测雷达以及数据链通讯等设备。 

### 火炮数据
PCL-171车载榴弹炮使用常规弹药的最大射程为 18-22 公里，使用增程弹药的最大射程为 27-40 公里，同时PCL-171车载榴弹炮也可以使用GP-122型122毫米激光制导炮弹等高精度弹药。每辆PCL-171可携带28发122毫米炮弹，一连6门炮共可携带168发炮弹弹以及若干弹药车携带的弹药补给。 

### 车辆
PCL-171 基于东风猛士CTL181A 6X6 突击车底盘改装而来。 榴弹炮进入射击位置后，2个液压千斤顶和2个火炮驻锄可以自动下降以增加火炮稳定性。

## 部署
2020 年 4 月，至少有 6 架 PCL-171 在未知地点进行了训练演习。 

## 用户概览

### 现有用户
- 中國